# 제임스 G. 블레인
제임스 길레스피 블레인(James Gillespie Blaine, 1830년 1월 31일 ~ 1893년 1월 27일)은 정치적으로 영감을 주지 않은 시대에서 정치 우상에 가까웠던 미국의 공화당 정치인으로 1863년부터 1881년까지 메인주를 대표하여 미국 의회 (연방 하원 (1863년 ~ 1876년), 미국 하원 의장 (1869년 ~ 1875년), 연방 상원 (1876년 ~ 1881년))에 지냈다. 2회의 국무장관 (1881년, 1889년 ~ 1892년)으로서 그는 미국의 제국주의를 위한 기초를 놓았다.

## 어린 시절
스코틀랜드-아일랜드 계통으로 펜실베이니아주 피츠버그 근처에 있는 웨스트브라운스빌에서 태어났다. 그의 부친은 지방적으로 저명한 공무원이었으며, 그래서 블레인은 이른 나이부터 정치적 이야기 - 대부분 맹렬한 휘그당의 당파로 노출되었다. 그가 자신의 선봉자들이 후에 자신을 주장한 천재가 아니었어도 블레인은 13세의 나이에 펜실베이니아주 서부에 있는 워싱턴 칼리지를 졸업하였고, 곧 후에 켄터키주 조지타운에 있는 웨스턴 군사 전문 학교에서 교사를 지냈다. 블레인은 후에 남부의 사회를 위하여 점점 더 혐오감 때문에 자신의 교사직을 그만 두는 데 유지하였으나 이 일은 정치적으로 편리한 후시로 보였다. 사실로 블레인은 법률을 공부하길 원하였고 필라델피아에서 맹인들을 위하여 전문 학교에서 교사 직위는 그렇게 하는 데 그에게 기회를 마련하였다.

## 초기 경력
1850년 블레인은 메인주 오거스타의 해리엇 스탠우드에게 결혼하였고 그녀의 연결을 통하여 4년 후에 당시 역전 이동의 흥미로운 예에 그를 동부로 멀리 데려갔다. 메인주에서 그는 주간 신문의 편집자가 되었고, 짧은 시간 후에 주에서 가장 영향적인 휘그당 신문 "포틀랜드 애드버타이저"의 관리인이 되었다. 블레인은 곧 공화당으로 신물을 가져갔고, 사실로 그는 주에서 최초의 공화당원들 중의 하나였고 1856년 첫 공화당 전당 대회에서 대표였다. 1858년 그는 주의 입법부로, 그리고 1859년 자신이 1881년까지 자신이 보유한 공화당 주립 위윈회의 의장으로 선출되어 메인주를 국가에서 가장 견고하게 공화당 주들 중의 하나로 만드는 도움을 주었다.

## 개인적인 속성들

1860년대의 블레인

1861년과 1862년 동안 블레인은 메인주 연방 하원의 의장을 지냈다. 그러고나서 그는 자신이 또한 1869년부터 1875년까지 미국 하원 의장을 지낸 미국 의회로 선출되었다. 1876년 그는 메인주로부터 연방 상원으로 선출되었고, 또한 대통령으로서 자신의 당의 지명을 위하여 현저한 후보였다. 정치에서 이 상승은 그가 결코 흔들리지 않는 그의 당의 규칙성 때문에 그의 정력적인 야망과 높은 존엄이었다. 그와 그의 몇몇의 친밀한 친구들이 종말까지 기꺼이 그를 지원하는 광범위한 열애를 주장한 동안 위대한 개인적인 매력의 남자였다. 그는 정치의 외부에 몇몇의 흥미를 가졌으나 고도로 개인화가 된 "도금 시대"의 정치 세상에서 그를 잘 견디는 수많은 선물들을 가졌다. 국회의사당 회의장에서 그의 재치는 흡연실에서 만큼 날카로웠고, 그는 이름과 얼굴들을 위한 놀라운 추억을 가졌다. 마차가 그들을 맞이하기 위해 멈췄을 때 블레인과 함께 서있는 한 동시대가 회상하였다. 블레인은 "거기에는 27년 동안 내가 전혀 보지 않은 그 앞좌석에 남자가 있었고, 난 그의 이름을 기억하는 데 겨우 2분과 반 밖에 없었다."고 말하였다. 블레인은 또한 감동적인 재건 의회에서 비범한 토론들을 공정하게 주재한 남자로서 알려져 자신의 당파들은 물론 많은 민주당원들로부터 존경을 얻었다.

## "멀리건 편지"들과 다른 혐의들

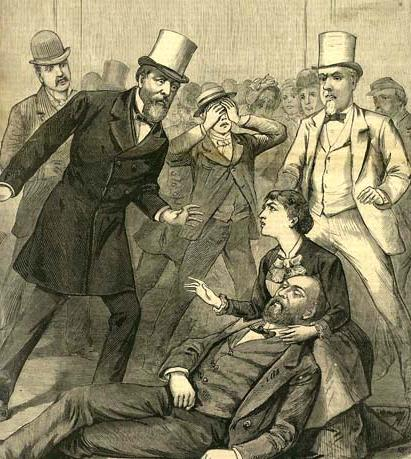
제임스 A. 가필드의 암살 현장에서 (왼쪽이 블레인)

1876년 블레인은 대통령이 되는 데 희망하였고, 미국의 전당 대회 역사상 가장 유창한 지명 연설들 중의 하나에 로버트 잉거솔에 의하여 "깃털이 달린 기사"로서 지명되었다. 그러나 공화당원들은 정치적 부패 혐의로 그해에 민감하였고, 당에서 블레인의 정적들은 그의 전체 경력에 그림자를 드리우는 바람을 되살렸다. 그 일은 1869년 미국 하원 의장으로서 블레인이 리틀록과 포트스미스 철도가 잃을 위험에 있던 토지 보조금을 보존하는 데 자신의 영향력을 이용했을 때 생겼으며, 잠시 후에 철도의 채권을 위한 판매 대리인으로 활동하여 자신의 메인주 친구들에게 판매에 관대한 수수료를 냈다. 처리는 블레인이 확보할 수 있었으나 부패와 그를 기소한 정치적 원수들로 알려진 다수의 편지들에서 기록되었다. 의회 앞에서 설득력있고 감정적인 연설에서 블레인은 이 "멀리건 편지"들로부터 선별적으로 인용하여 자신이 죄를 범하지 않았고, 사실상 자신이 정세에서 돈을 잃었다고 간청하였다.
대부분의 공화당원들은 확신했으나 사건은 블레인의 경력을 통하여 그를 반대한 공화당의 개혁파를 시큼하게 하였고, 정세는 민주당원들을 위하여 정규적으로 소생된 선거 운동 자료를 마련하였다. 사실로 만연한 정치적 부패의 시대에 블레인의 활동들은 그의 직위에서 남성에게 예외적이었고, 의원과 다른 정치 지도자들은 세워진 복무들 혹은 자신들이 발휘할 수 있었던 영향력을 위한 "호의"들을 정규적으로 받았다. 그러나 블레인은 더욱 평범한 의원보다 이상이었고, 더욱 대단히 야망적이었다. 리틀록 철도와 그의 연결들은 당시 그가 깨달았던 것보다 더욱 더 비용이 드는 것을 증명하였다.
블레인은 제재하는 것 같은 지지의 명백한 의미들보다 항상 더욱 나으게 살았다. 그는 1850년대에 펜실베이니아주 석탄 소유권에 투자하는 어떤 돈을 만들었으나 전혀 매우 부유한 사람이 아니었다. 그는 굳건히 자신의 재무를 논의하는 데 거부하였지만 그것들이 엄격히 개인적이었다는 것을 주장하였다.

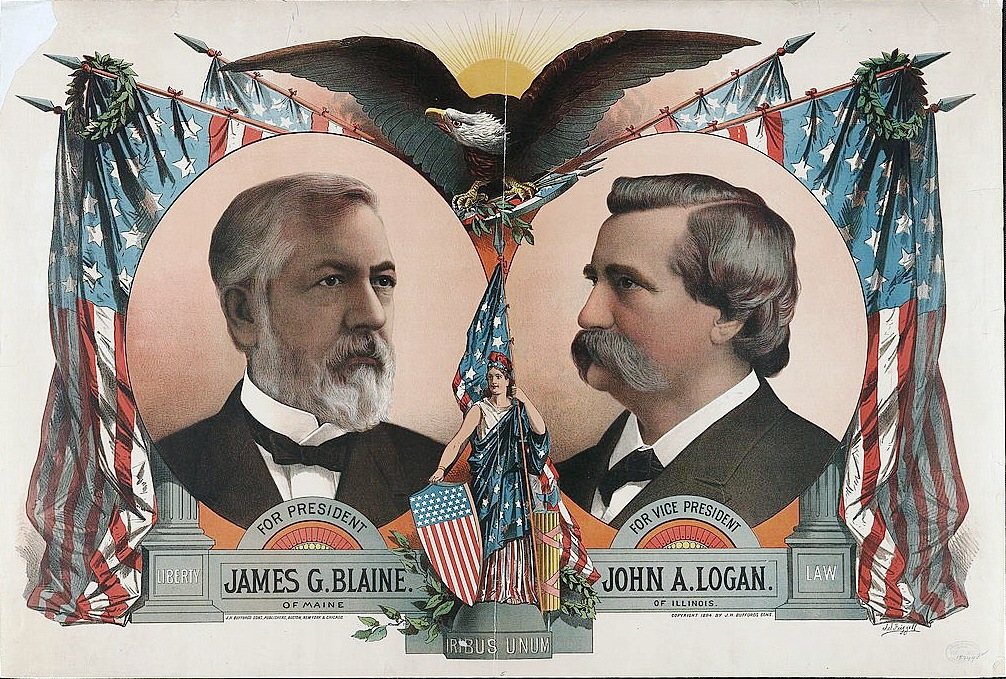
블레인과 존 A. 로건의 대선 운동 포스터

그러나 당의 개혁파와 노골적인 대변인에 전념된 "건장파"는 대통령 후보 지명으로부터 그를 간직하는 데 1876년과 1880년에 충분히 강했다. 결국 1884년에 건장파들은 신용을 잃었고, 개혁파는 블레인의 지명을 저항할 수 없었다. 불행하게 그것은 공화당의 해가 아니었고, 블레인은 민주당의 그로버 클리블랜드에게 좁게 꺾이고 말았다.

## 국무장관
1889년 블레인은 벤저민 해리슨 대통령에 의하여 국무장관으로 임명되었다. 그는 이미 제임스 A. 가필드 아래 그 직위에 잠시 지냈다. 그는 유력한 외무장관이었다. 그는 영국을 향한 공격적인 태도를 취하였고, 팬아메리카주의와 시어도어 루스벨트의 대통령 재임 동안 자신의 숭배자 엘리후 루트 아래 후에 결실이 맺어질 라틴아메리카에 미국의 경제적 침투를 위한 기초를 놓았다. 블레인은 혹시 다시 당의 지명을 받는 희망에서, 그러나 헛수고였던 1892년 공화당 전당 대회가 열리기 3일 전에 해리슨 내각으로부터 사임하였다. 그는 곧 병에 걸렸고, 평생 건강 저하였어도 그의 마지막 병에서 자신을 소홀히 하였다.
1893년 1월 27일 워싱턴 D. C.에서 62세의 나이로 사망하였다.

## 역대 선거 결과
| 선거명      | 직책명                    | 대수 | 정당       | 득표율  | 득표수 (선거인단)   | 결과 | 당락                 |
| ----------- | ------------------------- | ---- | ---------- | ------- | ------------------- | ---- | -------------------- |
| 1862년 선거 | 하원의원 (메인 제3선거구) | 38대 | 공화당     | 58.13%  | 9,971표             | 1위  | 메인주 하원의원 당선 |
| 1864년 선거 | 하원의원 (메인 제3선거구) | 39대 | 입헌통일당 | 59.10%  | 14,055표            | 1위  | 메인주 하원의원 당선 |
| 1866년 선거 | 하원의원 (메인 제3선거구) | 40대 | 공화당     | 64.13%  | 14,909표            | 1위  | 메인주 하원의원 당선 |
| 1868년 선거 | 하원의원 (메인 제3선거구) | 41대 | 공화당     | 57.38%  | 16,127표            | 1위  | 메인주 하원의원 당선 |
| 1870년 선거 | 하원의원 (메인 제3선거구) | 42대 | 공화당     | 55.56%  | 11,590표            | 1위  | 메인주 하원의원 당선 |
| 1872년 선거 | 하원의원 (메인 제3선거구) | 43대 | 공화당     | 56.60%  | 15,084표            | 1위  | 메인주 하원의원 당선 |
| 1874년 선거 | 하원의원 (메인 제3선거구) | 44대 | 공화당     | 57.00%  | 11,524표            | 1위  | 메인주 하원의원 당선 |
| 1876년 선거 | 상원의원 (메인 제2부)     | 44대 | 공화당     | 100.00% | 1표                 | 1위  | 메인주 상원의원 당선 |
| 1877년 선거 | 상원의원 (메인 제2부)     | 45대 | 공화당     | 62.61%  | 139표               | 1위  | 메인주 상원의원 당선 |
| 1884년 선거 | 미국의 대통령             | 22대 | 공화당     | 48.28%  | 4,856,903표 (182명) | 2위  | 낙선                 |